# Fritz Brupbacher
Pour les articles homonymes, voir Brupbacher.
Fritz Brupbacher, né le 30 juin 1874 à Zurich et mort le 1er janvier 1945 à Zurich, est un médecin, psychiatre, écrivain, syndicaliste révolutionnaire, militant socialiste libertaire et antimilitariste suisse, collaborateur de La Vie ouvrière et de La Révolution prolétarienne.
Il est le mari de Paulette Brupbacher qui traduisit du russe en français la Confession de Mikhaïl Bakounine, publiée à Paris en 1932. Il fréquente James Guillaume et Pierre Kropotkine.

## Biographie
Après des études de médecine à Genève puis une formation en psychiatrie à Paris, il ouvre en 1901 son cabinet dans un quartier ouvrier de Zurich.
Militant socialiste révolutionnaire dès 1898, il fréquente le milieu libertaire, notamment James Guillaume, Kropotkine, Vera Figner et Pierre Monatte.
Antimilitariste, il prend part en 1905, à la création de la Ligue antimilitariste. Partisan du syndicalisme révolutionnaire, il est l'objet de vives critiques au sein du Parti socialiste dont il démissionne en 1920. Il rallie, en 1921, le Parti Communiste Suisse et se rend à plusieurs reprises en Russie, mais n'ayant pas abandonné son esprit critique et ses idées libertaires, il se heurte aux dirigeants staliniens. En 1932, il « s'évada de la cellule » selon sa propre expression.
Pionnier du contrôle des naissances et précurseur de réputation internationale de la révolution sexuelle, il milite avec sa compagne Paulette Brupbacher dans le mouvement néomalthusien, pour le droit à l'avortement et à une libre sexualité.
En 1932, il publie une introduction à La confession de Bakounine. Il est également l'auteur de Marx et Bakounine, Bakounine ou le démon de la révolte, ainsi que de nombreuses brochures et d'une autobiographie 60 ans d'hérésie.

## Œuvre
Sont paru en français :
- Socialisme et liberté, Éditions de la Braconnière, Neuchâtel, 1951 ; Pensée et Action, Bruxelles, 1964.
- Michel Bakounine ou Le Démon De La Révolte, Cercle/La tête de feuilles, 1970

## Notices
- Notices d'autorité :   - VIAF
  - ISNI
  - BnF (données)
  - IdRef
  - LCCN
  - GND
  - Belgique
  - Pays-Bas
  - Pologne
  - Israël
  - NUKAT
  - Vatican
  - Tchéquie
- Dictionnaire des anarchistes, « Le Maitron » : notice biographique.
- L'Éphéméride anarchiste : notice biographique.
- Chantier biographique des anarchistes en Suisse : notice biographique.